# Macrodorcinus
Sous-genre
Macrodorcinus est un sous-genre d'insectes coléoptères de la famille des Lucanidae, de la sous-famille des Lucaninae et du genre Prosopocoilus.

## Systématique
Le sous-genre Macrodorcinus a été créé en 1990 par l'entomologiste nicaraguayen d'origine belge Jean-Michel Maes (d) (1958-),.

## Liste des espèces
Selon BioLib (30 novembre 2021) :
- Prosopocoilus laminifer Boileau, 1905
- Prosopocoilus passaloides (Hope & Westwood, 1845)
- Prosopocoilus tigrinus Didier, 1928

## Publication originale
- (es) Jean-Michel Maes, « Notas Diversas Sobre la Taxonomia de los Lucanidae (Coleoptera) », Revista Nicaragüense de Entomología, vol. 11,‎ 1990, p. 1-34 (ISSN 1021-0296, lire en ligne).